# Агте, Антонин Аполлонович
Антони́н Аполло́нович А́гте (8 сентября 1857 года, Вольск, Саратовская губерния — 12 января 1919 года, Иркутск) — русский военный деятель, генерал-майор.

## Биография
Родился 8 сентября 1857 года в Вольске Саратовской губернии. Православный.
Окончил 1-ю Санкт-Петербургскую военную гимназию.
В армию Агте вступил 29 августа 1873 года. Окончив Николаевское инженерное училище, был выпущен прапорщиком в 6-й саперный батальон. В этом звании принимал участие в русско-турецкой войне 1877—1878 годов.
Участвовал в русско-японской войне.
С 18 ноября 1904 по 28 ноября 1905 года работал в качестве исполняющего должность правителя канцелярии полевого военного госпитального управления 3-й Манчжурской армии, а с 28 ноября 1905 по 19 января 1907 года в качестве Правителя канцелярии полевого военного госпитального управления 3-й Манчжурской армии.
С 5 апреля 1908 по 20 декабря 1911 года командовал Закаспийским сапёрным батальоном, а 20 декабря 1911 года Антонин Агте был назначен на должность начальника Владивостокской крепостной сапёрной бригады с присвоением чина генерал-майора. Был действительным членом Общества изучения Амурского края.
После увольнения с военной службы в 1917 году Агте жил в Иркутске. С занятием города Белой армией был избран членом комитета Иркутского военного училища для сбора пожертвований на сооружение памятника погибшим юнкерам (10.1918).
12 января 1919 года Антонин Аполлонович Агте умер в Иркутске от болезни.

## Звания
- Подпоручик (ст. 13.06.1877);
- Поручик (ст. 06.08.1880);
- Штабс-капитан (ст. 27.07.1886);
- Капитан (ст. 30.08.1892);
- Подполковник (пр. 1896; ст. 14.05.1896; за отличие);
- Полковник (пр. 1906; ст. 28.11.1905; за отличие);
- Генерал-майор (пр. 1911; ст. 20.12.1911; за отличие).

### Семья
Агте был женат на Наталье Александровне Соломон. Имел 8 детей: сыновья Владимир и Сергей и 6 дочерей.
Его братья:
- Агте, Александр Аполлонович (род. 1859).
- Агте, Иван Аполлонович фон (1866—1922), генерал-майор.
- Агте, Николай Аполлонович фон, присяжный поверенный

## Награды
- Святой Анны 4-й степени (1878);
- Святого Станислава 2-й степени (1892);
- Святой Анны 2-й степени (1902);
- Святого Владимира 3-й степени (1909).